# Listă de scriitori feroezi
Aceasta este o listă de scriitori feroezi.
- Elias Askham
- Heðin Brú (1901–1987)
- Líggjas í Bø
- Regin Dahl (1918–2007)
- Lydia Didriksen
- Hans A. Djurhuus (1883–1951)
- Janus Djurhuus (1881–1948)
- Petra Djurhuus
- Sverri Djurhuus (1920–2003)
- Rasmus Christoffer Effersøe (1957–1916)
- Hans J. Glerfoss
- V. U. Hammershaimb (1819–1909)
- Jens Pauli Heinesen (1932–2011)
- William Heinesen (1900–1991)
- Guðrið Helmsdal (* 1941)
- Rakel Helmsdal
- Ebba Hentze
- Gunnar Hoydal (* 1941)
- Karsten Hoydal (1912–1990)
- Hans Jacob Jacobsen (1901–1987)
- Jørgen-Frantz Jacobsen (1900–1938)
- Steinbørn B. Jacobsen
- Jakob Jakobsen (1864–1818)
- Carl Jóhan Jensen (* 1957)
- Martin Joensen
- Poul F. Joensen (1898–1970)
- Oddvør Johansen (* 1941)
- Hanus Kamban (* 1942)
- Marjun Kjelnæs
- Alexandur Kristiansen
- Regin í Líð (1871–1962)
- Christian Matras (1900–1988)
- Eilif Mortansson
- Jóanes Nielsen (* 1953)
- Erlendur Patursson (1913–1986)
- Jóannes Patursson (1866–1946)
- Rói Patursson (* 1947)
- Sverre Patursson (1871–1960)
- Súsanna Helena Patursson (1864–1916)
- Tóroddur Poulsen (* 1957)
- Oddfríður Marni Rasmussen
- Andrea Reinert
- Símun av Skarði (1872–1942)
- Jens Christian Svabo (1746–1824)
- Kristian Osvald Viderø (1906–1991)